# Roland Hausser
Roland R. Hausser (* 9. Juni 1946 in Bayreuth) ist ein deutscher Germanist, Computerlinguist und Hochschullehrer.

## Leben und Wirken
Roland Hausser absolvierte 1967 in Hamburg seine Reifeprüfung und studierte von 1967 bis 1970 Germanistik und Mathematik an der Freien Universität Berlin. Von 1970 bis 1974 studierte er dann Theoretische Linguistik an der University of Texas, Austin und promovierte dort 1974 bei Stanley Peters zum Ph.D. Anschließend war er bis 1984 als wissenschaftlicher Assistent an der Universität München tätig, wo er sich 1981 habilitierte. Als Heisenberg-Stipendiat war er von 1983 bis 1986 an der Stanford University und von 1986 bis 1988 an der University of Pittsburgh tätig. Seit 1989 lehrte er dann als Professor für Linguistische Informatik an der Universität Erlangen-Nürnberg. 2011 wurde er emeritiert.

## Veröffentlichungen (Auswahl)
- On vagueness. In: Journal of semantics, Bd. 2 (1983), H. 3–4, S. 273–302.

- Surface compositional grammar (= Studien zur theoretischen Linguistik, Bd. 4). Fink, München 1984, ISBN 3-7705-2184-6.
- NEWCAT. Parsing natural language using left-associative grammar (= Lecture notes in computer science, Bd. 231). Springer, Berlin 1986, ISBN 3-540-16781-1.
- Modelltheorie, künstliche Intelligenz und die Analyse von Wahrheit. In: Lorenz B. Puntel (Hrsg.): Der Wahrheitsbegriff. Neue Erklärungsversuche (= Wege der Forschung, Bd. 636). Wissenschaftliche Buchgesellschaft, Darmstadt 1987, S. 330–368, ISBN 3-534-02134-7.
- Computation of language. An essay on syntax, semantics and pragmatics in natural man-machine communication. Springer, Berlin 1989, ISBN 3-540-50882-1.
- (Hrsg.): Linguistische Verifikation (= Sprache und Information, Bd. 34). Niemeyer, Tübingen 1996, ISBN 3-484-31934-8.
- Foundations of computational linguistics. Man-machine communication in natural language. Springer, Heidelberg 1989, ISBN 3-540-66015-1 (3. Aufl. 2014, ISBN 3-642-41430-3) (dt. Ausgabe: Grundlagen der Computerlinguistik. Mensch-Maschine-Kommunikation in natürlicher Sprache. Springer, Berlin 2000, ISBN 3-540-67187-0).
- A computational model of natural language communication. Interpretation, inference, and production in database semantics. Springer, Heidelberg 2006, ISBN 3-540-35476-X.
- Computational linguistics and talking robots. Processing content in database semantics. Springer, Heidelberg 2011, ISBN 3-642-22431-8.
- Ontology of communication. Agent-Based Data-Driven or Sign-Based Substitution-Driven? Springer, Cham 2023, ISBN 978-3-031-22738-7.
- Computational cognition. Springer, Cham 2023, ISBN 978-3-031-37498-2.